# Ludwig Elster

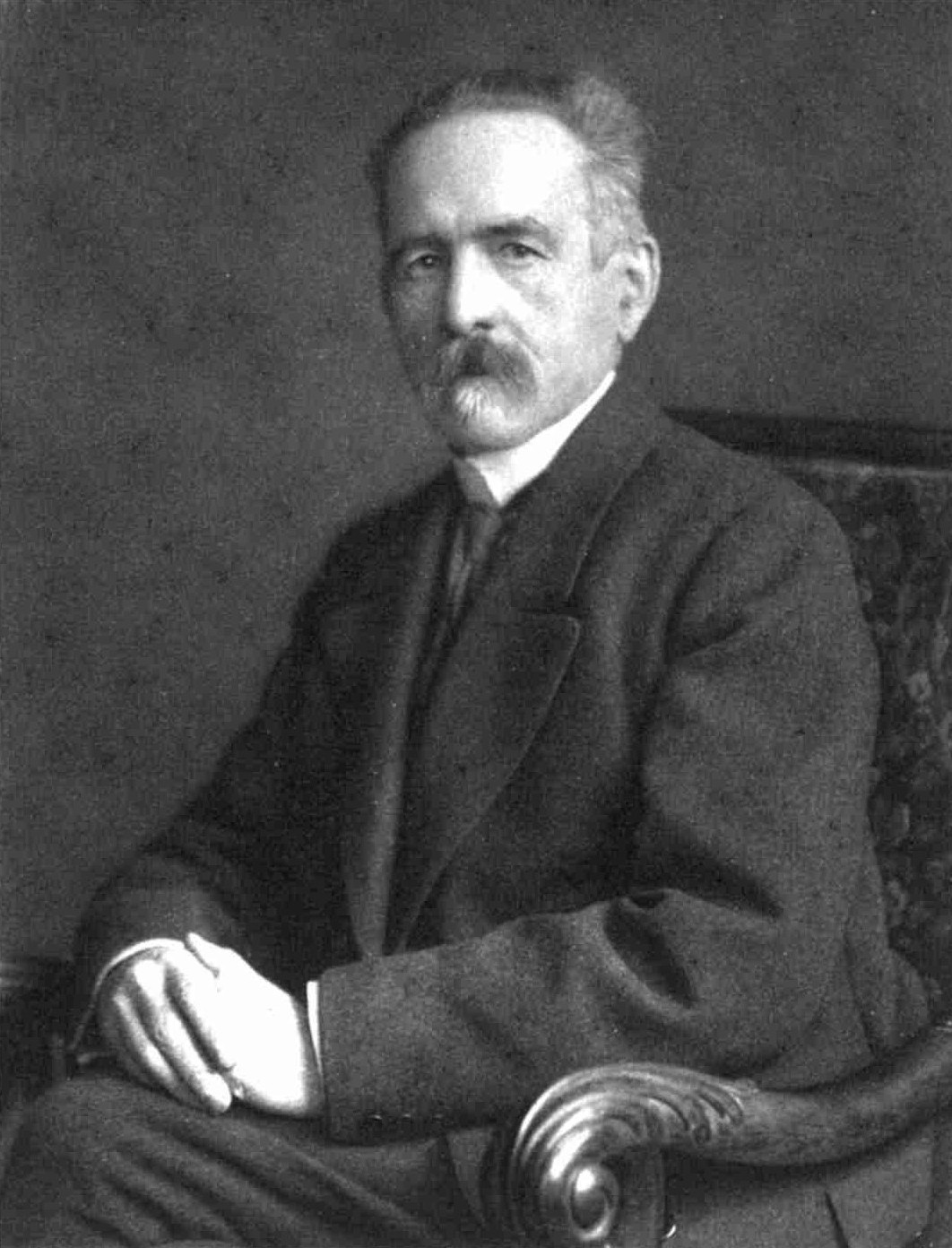
Ludwig Elster. Foto von Alfred Bischoff

Ludwig Hermann Alexander Elster (* 26. März 1856 in Frankfurt am Main; † 30. Dezember 1935 in Jena) war ein deutscher Nationalökonom und Verwaltungsbeamter, der von 1897 bis 1916 als Referent für das Hochschulwesen am preußischen Ministerium der geistlichen, Unterrichts- und Medizinalangelegenheiten wirkte.

## Leben
Ludwig Elster war der Sohn des hannoverschen Diplomaten Carl Elster (1826–1902), der als „Legationscanzlist“ (Gesandtschaftssekretär) das Königreich Hannover beim Bundestag in Frankfurt vertrat und nach 1866 Vorsitzender der Versicherungsgesellschaft Teutonia in Leipzig war.
Ludwig Elster erhielt zunächst Privatunterricht in Berlin und besuchte dann, wie sein jüngerer Bruder Ernst Elster (1860–1940), die Thomasschule zu Leipzig. Nach der Reifeprüfung 1875 studierte er Rechtswissenschaften und Nationalökonomie (Volkswirtschaftslehre) an den Universitäten in Göttingen, Leipzig und Jena, wo er 1878 mit einer von Bruno Hildebrand betreuten Dissertation zum Dr. phil. promoviert wurde. Noch im selben Jahr trat Elster in den preußischen Staatsdienst ein und wurde Volontär beim Statistischen Bureau in Berlin. Neben der Arbeit setzte er seine Studien fort und erreichte 1880 an der Universität Halle (Saale) seine Habilitation, bei der ihn der Nationalökonom Johannes Conrad unterstützte. Im folgenden Jahr 1881 heiratete Elster in Osnabrück Helene Thöle, die Tochter eines Mediziners, mit der er fünf Kinder bekam.
Nach drei Jahren als Privatdozent nahm Elsters Hochschullaufbahn 1883 Fahrt auf: Er wurde zum Dozenten an der Technischen Hochschule in Aachen ernannt und erhielt gleichzeitig den Professorentitel; noch im selben Jahr aber wechselte er an die Albertus-Universität Königsberg als etatsmäßiger außerordentlicher Professor, wo er aber im Kollegium wenig geschätzt wurde. Noch in Königsberg begründete Elster die Schriftenreihe Staatswissenschaftliche Studien, in der Arbeiten seiner Schüler erschienen. 1887 nahm Elster einen Ruf an die Universität Breslau auf den Lehrstuhl für Nationalökonomie an, den er zehn Jahre lang innehatte.
Als im Kultusministerium 1897 der Vortragende Rat Friedrich Althoff zum Dezernenten befördert wurde, wurde Elster zu dessen Nachfolger ernannt. Elster hatte dort zwar die Aufsicht über das gesamte preußische Hochschulwesen, musste sich jedoch in den ersten zehn Jahren seiner Amtstätigkeit dem Einfluss seines Vorgesetzten beugen, der zuvor in Elsters Position das Hochschulwesen quasi autonom gelenkt hatte. Elster führte das „System Althoff“ allerdings in dessen Sinne weiter und setzte eigene Akzente in der Hochschulverwaltung, indem er beispielsweise den Ausbau der Akademie in Münster zur Westfälischen Wilhelms-Universität vorantrieb und die Wirtschafts- und Staatswissenschaften durch die Einrichtung von Forschungsinstituten und neuen Lehrstühlen stärkte. Für seine Verdienste erhielt Elster zahlreiche staatliche Auszeichnungen, so den Titel Wirklicher Geheimer Oberregierungsrat, den Kronenorden 1. Klasse und den Roten Adlerorden 2. Klasse. Darüber hinaus verliehen ihm mehrere Universitäten die Ehrendoktorwürde, so die Universität Münster (Dr. theol.), die Universität Breslau (Dr. med.) und die Universität Kiel (Dr. oec. pol.).
Infolge der großen Arbeitsbelastung nahm Elster 1916 seinen Abschied aus dem Ministerium und zog nach Jena, wo er ab 1922 als Honorarprofessor Vorlesungen über Sozial- und Wirtschaftswissenschaften hielt. Wie die meisten höheren Beamten politisch konservativ eingestellt, trat er in der Zeit der Weimarer Republik der Deutschnationalen Volkspartei bei. Er war auch Förderndes Mitglied der SS. Nach der Machtergreifung der Nationalsozialisten wurde er dennoch 1933 gezwungen, als Herausgeber der Jahrbücher für Nationalökonomie und Statistik zurückzutreten.
Elsters Nachlass befindet sich in der Thüringer Universitäts- und Landesbibliothek in Jena.

## Wissenschaftliches Werk
Elsters wissenschaftliche Arbeit galt zunächst dem Versicherungs- und Bankenwesen, zu dem er in seiner Zeit als Privatdozent mehrere Aufsätze und Bücher veröffentlichte. Später konzentrierte er sich mehr auf systematische und didaktische Literatur. Gemeinsam mit Johannes Conrad, Wilhelm Lexis und Edgar Loening gab er das Handwörterbuch der Staatswissenschaften heraus, das von 1890 bis 1929 vier Auflagen erlebte. Dieses vor allem für Fachwissenschaftler gedachte Sammelwerk ergänzte Elster um ein Wörterbuch der Volkswirtschaft für Studenten und Berufspraktiker, das zu seinen Lebzeiten gleichfalls viermal aufgelegt wurde.
Mit den Jahrbüchern für Nationalökonomie und Statistik war Elster fast sein ganzes Leben verbunden. Schon als Student in Jena war er vom Herausgeber Bruno Hildebrand zu Redaktionsarbeiten hinzugezogen worden. Ab den 1880er Jahren veröffentlichte er dann regelmäßig Aufsätze und Besprechungen von Fachliteratur in den Jahrbüchern, die damals von Johannes Conrad herausgegeben wurden. Von 1891 bis 1897 war Elster dessen Mitherausgeber. 1915, nach Conrads Tod, übernahm er die Redaktion als Herausgeber.

## Schriften (Auswahl)
- Johann Calvin als Staatsmann, Gesetzgeber und Nationalökonom. In: Jahrbücher für Nationalökonomie und Statistik. Band 31 (1878), S. 163–223.
- Die Lebensversicherung in Deutschland, ihre volkswirtschaftliche Bedeutung und die Notwendigkeit ihrer gesetzlichen Regelung. Jena 1880.
- Die Postsparkassen. Ein Vorschlag zur Einführung derselben in Deutschland. Jena 1881.
- Die Gehälter der Universitäts-Professoren und die Vorlesungshonorare unter Berücksichtigung der in Aussicht genommenen Reformen in Preußen und Oesterreich. Breslau 1897.

Herausgeberschaft
- Handwörterbuch der Staatswissenschaften. 6 Bände, 2 Supplementbände und ein Registerband, Jena 1890–1897.
  - 2., gänzlich umgearbeitete Auflage in 7 Bänden, Jena 1898–1901.
  - 3., gänzlich umgearbeitete Auflage in 8 Bänden, Jena 1909–1911.
  - 4., gänzlich umgearbeitete Auflage in 8 Bänden und einem Ergänzungsband, Jena 1923–1929.
- Wörterbuch der Volkswirtschaft. 2 Bände, Jena 1898. 2. Auflage 1906–1907. 3., umgearbeitete Auflage 1911. 4., völlig umgearbeitete Auflage in 3 Bänden, Jena 1931–1933.